# Сусково
Су́сково (укр. Сусково, венг. Bányfalu) — село в Полянской сельской общине Мукачевского района Закарпатской области Украины.
Расположено на правом берегу реки Латорица, в 7 км от Свалявы и в 1 км от железнодорожной станции Пасека.
Первое упоминание о селе есть в письменных источниках XVI века. На территории села найден клад бронзовых предметов весом 4,79 кг, датируемый концом II тысячелетия до н. э.
В Сусково родился писатель-просветитель Иван Антонович Сильвай.
Сусковский сельский совет был образован в 1954 году Указом Президиума Верховного Совета УССР «Об укрупнении сельских советов депутатов трудящихся по Закарпатской области» путём объединения окрестных сельских общин в Сусковскую территориальную общину с центром в селе Сусково. В состав совета входят Сусково и село Пасека. Численность населения и количество домохозяйств составляет 2841 человек и 692 хозяйства соответственно (в Сусково 1452 человека и 368 хозяйств, в селе Пасека 1389 человек и 324 хозяйства).
Площадь села 178,8 га.